# 黑暗騎士 (歌曲)
《黑暗騎士》（英語：The Dark Knight）是新加坡歌手林俊杰和台湾乐团五月天合作的一首歌曲。由阿信作词，林俊杰作曲，于2013年3月11日首播，3月13日随专辑《因你而在》正式发行。该曲也是林俊杰和阿信合作的「黑暗三部曲」的第二部。

## 背景
2013年，迎接出道十周年，林俊杰即将推出他的第10张专辑《因你而在》，他一直很欣赏五月天的音乐，从第2张专辑开始就希望有朝一日能与他们合作。2008年，他成功邀请五月天的阿信填词，并合作创作了《黑武士》。去年，当他筹备第10张专辑时，他立刻询问阿信是否有兴趣一起庆祝这十年。阿信义气相挺，俊杰将demo发送给阿信，阿信更为了力求完美，希望写成两人追求的既有感动度又能结合社会时事的歌词，等了半年，终于等到最完美的歌词。后来林俊杰受邀到五月天的练习室讨论这首歌。在那里，六个人共同创作，彼此交流音乐，最终完成了这首《黑暗骑士》。

## 音樂錄影帶
2013年3月18日起，该曲MV及微电影上、下集接连首播，由比爾賈担任导演，林俊杰、阿信和紀培慧演出。在MV中阿信饰演“黑暗骑士”，林俊杰首次挑战了反派心魔的角色，饰演被“黑暗骑士”拯救，看见人生曙光的忧郁症男主角。通过舞台剧形式，该MV深刻地触及了内心的情感和挑战，引导观众思考生命中的禁忌话题。

## 现场演出
2013年7月13日，林俊杰展开「时线Timeline世界巡回演唱会」，而该去则成为了巡演上的固定曲目。2015年2月14日，林俊杰「时线」巡演迎来安可场，在台北小巨蛋特邀阿信担任嘉宾，现场演唱了《黑暗骑士》，是两人首次现场演出该曲。
2017年3月18日，五月天启动「人生無限公司巡迴演唱會」，该曲亦作为他们的巡演固定曲目表演超百场，并收录于演唱会3D电影。其中，2018年1月1日，巡演于桃园国际棒球场開工，林俊傑惊喜现身，與五月天合唱《黑暗騎士》，讓現場2萬余人驚喜不已。

## 獎項
| 年份 | 颁奖典礼/單位      | 獎項                      | 入圍者／作品 | 結果 | 來源  |
| ---- | ------------------ | ------------------------- | ------------ | ---- | ----- |
| 2013 | 第18届新加坡金曲奖 | 933醉心龙虎榜年度十大金曲 | 《黑暗骑士》 | 獲獎 | [ 8 ] |
| 2014 | 中華音樂人交流協會 | 年度十大单曲              | 《黑暗骑士》 | 獲獎 |       |

## 榜单成绩

### 年榜
| 榜單 (2013)                     | 最高排名 |
| ------------------------------- | -------- |
| 台湾（KKBOX年度百大单曲）       | 12       |
| 台湾（KISS RadioK歌榜 年終榜）  | 6        |
| 新加坡（醉心龙虎榜年度顶尖100） | 11       |
| 中国大陆（最动感101年度金曲）   | 77       |

## 翻唱
- 2016年8月6日 王俊凯（TFBOYS三周年粉丝见面会）

## 人员
以下资料整理自网易云音乐歌曲页面 （页面存档备份，存于）
- 作词－五月天阿信
- 作曲－林俊杰
- 编曲－林俊杰、五月天
- 制作人－林俊杰、五月天
- 配唱编写－五月天阿信、林俊杰
- 制作协力－周信廷、Gary Leo
- 键盘－林俊杰、五月天
- 吉他－怪兽、石头
- 贝斯－玛莎
- 鼓－冠佑
- 和声编写－林俊杰
- 和声－林俊杰
- 录音室－The Link (台北)、五月天录音室、JFJ Base Camp (台北)
- 录音师－Dr.Moon、黄士杰、林俊杰
- 混音室－Blue Moon Studio (加利福尼亚)
- 混音师－Joe Vannelli、Joe Primeau、林俊杰
- OP－JFJ Productions Corp.
- SP－Universal Music Publishing Ltd Taiwan.